# Enrico Millo

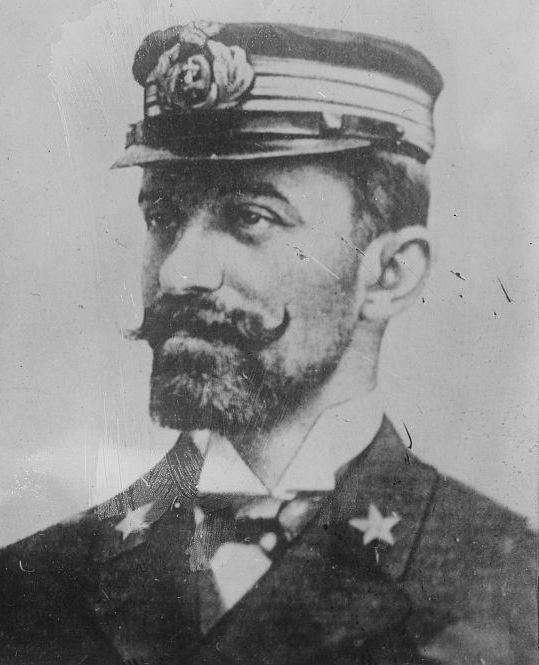
Enrico Millo

Enrico Millo (* 12. Februar 1865 in Chiavari; † 14. Juni 1930 in Rom) war ein italienischer Admiral und Politiker. 

## Leben
Nach seiner Ausbildung an der Marineakademie in Livorno diente er auf verschiedenen Kriegsschiffen, darunter auf den ersten Torpedobooten der italienischen Marine und auf den Schlachtschiff Lepanto. Als Kapitän zur See kommandierte er 1911 den Kreuzer Vettor Pisani.
Im Italienisch–Türkischen Krieg (1911/12) befehligte Millo ein italienisches Torpedobootgeschwader (Spica, Centauro, Climene, Perseo, Astore), mit dem er in der Nacht vom 18. auf den 19. Juli 1912 die Ottomanische Flotte und Landstützpunkte in den Dardanellen angriff. Für diesen gewagten Einsatz, bei dem seine fünf Boote über 15 Seemeilen hinweg schwerem feindlichen Feuer ausgesetzt waren, erhielt er den höchsten italienischen Militärorden und wurde zum Konteradmiral befördert. 1913 erfolgte die Ernennung zum Senator und zum Marineminister im Kabinett Giolitti IV. Ein Amt, das er noch unter der von Antonio Salandra angeführten Nachfolgeregierung bis Mitte August 1914 innehatte.
Im Ersten Weltkrieg befehligte er u. a. einen Flottenverband in Brindisi und ein Marinekommando in Neapel. Nach dem Krieg wurde er Gouverneur in Dalmatien. 1922 schied er als Admiral auf eigenen Wunsch aus dem aktiven Dienst aus. Danach arbeitete er noch einige Jahre im Bereich der Handelsmarine, u. a. als Regierungsbevollmächtigter für den Hafen von Neapel.